# Тур Фландрії

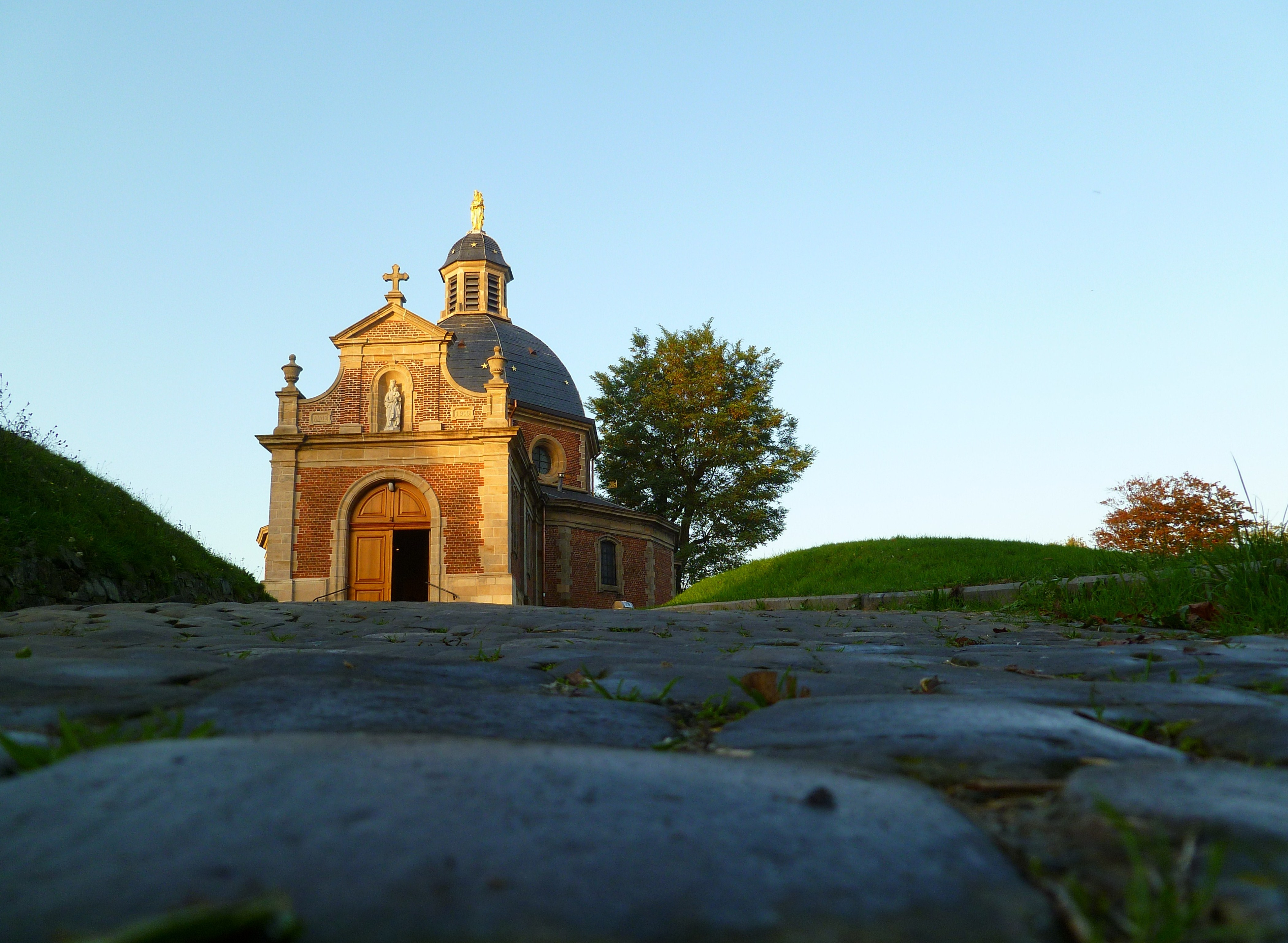
«Стіна» — крутий пагорб у Герардсбергені, через який брукованою дорогою пролягає вирішальний етап велогонки. На задньому плані — капличка

Тур Фландрії (нід. Ronde van Vlaanderen) — щорічна весняна класична одноденна велогонка, що проходить по Фламандському регіоні Бельгії. Вперше гонка була проведена в 1913 році, її переможцем став бельгійський велогонщик Поль Деман. Тур Фландрії входить до складу п'яти так званих монументів велоспорту — найвідоміших, найпрестижніших і найшанованіших класичних перегонів у велосипедному календарі.

## Історія
Спочатку Тур Фландрії, незабаром після закінчення Першої світової війни, був в основному бельгійською гонкою.
У перші роки він часто приводився в той же день, що і Мілан-Сан-Ремо. Кращі італійські і французькі гонщики зазвичай вибрали другу гонку, що зумовило тільки одну небельгійську перемогу до війни, яку здобув швейцарський Хайрі Зутер.
Після початку Другої світової війни Тур Фландрії стає одним найбільших міжнародних змагань. Почасти цьому сприяло його подальше включення в ряд гонок, які проводяться в турнірі під назвою Challenge Desgrange-Colombo.
Це одна з двох основних класичних брущатих гонок, що проходить за тиждень до Париж — Рубе. За свою історію вона переривалася єдиний раз через Першу світову війну і з 1919 року проходить щорічно, будучи найдовшою безперервною велосипедною класикою.
Шість гонщиків ділять рекорд за кількістю перемог (по 3 рази), також роблячи Тур Фландрії унікальною серед основних класик.
З 2005 року Тур Фландрії входить до складу UCI ProTour, з 2009 року включений в Світовий Тур UCI.
Крім основної, гонки також проводилися серед любителів (з 1936 по 1995), в даний час існують для вікових категорій U-19 (з 1969), U-21 (з 1996). А з 2004 року щорічно в той же день, що і чоловіча проводиться жіноча гонка.

## Переможці за країнами
| №  | Країна          | Перемог |
| -- | --------------- | ------- |
| 1. | Бельгія         | 69      |
| 2. | Нідерланди      | 12      |
| 3. | Італія          | 11      |
| 4. | Швейцарія       | 4       |
| 5. | Франція         | 3       |
| 6. | Німеччина       | 2       |
| 6. | Данія           | 2       |
| 8. | Велика Британія | 1       |
| 8. | Норвегія        | 1       |
| 8. | Словаччина      | 1       |